# جغرافیای انسانی
جغرافیا رشته‌ای است که به بررسی سازمان فضایی جامعه و تعاملات بین مردم و محیط می‌پردازد و اطلاعاتی را در مورد برنامه‌ریزی، مدیریت و فرآیندهای توسعه در جامعه فراهم می‌کند. از آنجا که تفکر در مورد فضا و مکان، موضوعات مختلفی مانند اقتصاد، بهداشت، آب‌وهوا، گیاهان و حیوانات را در بر می‌گیرد، دانش جغرافیا بسیار میان‌رشته‌ای (interdisciplinary) است. جغرافیای انسانی بر روابط فضایی فعالیت‌های انسانی و به‌ویژه بر این که فرایندها و روابط اجتماعی، اقتصادی، سیاسی و فرهنگی چگونه شکل می‌گیرند و از لحاظ جغرافیایی بیان می‌شوند، تمرکز می‌کند. به‌عبارتی جغرافیای انسانی، جوامع انسانی و چگونگی توسعهٔ آن‌ها، فرهنگ، اقتصاد و سیاست آن‌ها را در بستر محیط‌شان بررسی کرده؛ تفاوت‌های بزرگ در فرهنگ‌ها، سیستم‌های سیاسی، اقتصاد، چشم‌اندازها و محیط‌های جهان را بازمی‌شناسد و پیوندهای بین آن‌ها را کشف می‌نماید. اصولاً بازشناخت علل تفاوت‌ها و نابرابری‌های بین مکان‌ها و گروه‌های اجتماعی، زمینه‌ساز بسیاری از تحولات جدیدتر در جغرافیای انسانی بوده‌است. جغرافیای انسانی شامل: جغرافیای جمعیت، جغرافیای تاریخی، جغرافیای سیاسی، جغرافیای فرهنگی (نژاد و زبان)، جغرافیای شهری و برنامه‌ریزی شهری، جغرافیایی اقتصادی، جغرافیایی حمل و نقل، جغرافیای روستایی و برنامه‌ریزی روستایی، جغرافیای کوچ‌نشینی، جغرافیای پزشکی و امراض، جغرافیای نظامی و جغرافیای ناحیه‌ای و برنامه‌ریزی است.
جامعه‌شناسی در مطالعات امور مربوط به ریخت‌شناسی، خصوصاً در جامعه‌شناسی روستایی از جغرافیای انسانی کمک می‌گیرد.